# Enterobacterales
Las enterobacterias (orden Enterobacterales) son bacterias gramnegativas pertenecientes a la clase Gammaproteobacteria. No forman esporas, son anaerobias facultativas y tienen forma de bacilo. El género tipo es Enterobacter. Este orden incluye a las bacterias clasificadas anteriormente en la familia Enterobacteriaceae que, con la proposición en 2016 de este nuevo orden, se dividió en las siete que forman Enterobacterales.
Son llamadas enterobacterias porque habitan frecuentemente el tracto digestivo animal y humano, aunque hay especies que pueden encontrarse en tierra y agua.

## Etimología
El término se forma por la unión de Enterobacter, el género tipo, y -ales, sufijo que denota a los órdenes.

## Microbiología
Son bacilos gramnegativos y no ácido-alcohol resistentes, no forman esporas y generalmente crecen bien en los medios con peptonas, extracto de carne o el agar MacConkey, cultivándose mejor a una temperatura entre 22 °C y 35 °C. Pueden ser o no móviles. Fermentan la glucosa. La mayoría de las especies son catalasa-positivas, oxidasa-negativas y nitrato reductasa-positivas. El contenido GC del genoma varía entre el 38 % y el 60 %.

## Taxonomía
Este orden cuenta con siete familias: Budviciaceae, Enterobacteriaceae, Erwiniaceae, Hafniaceae, Morganellaceae, Pectobacteriaceae y Yersiniaceae.

### Géneros publicados
Los siguientes géneros están publicados de forma válida siguiendo los criterios del Código Internacional de Nomenclatura de Procariotas, entre paréntesis se indica el año en el que se propusieron:

#### Familia Budviciaceae
- Budvicia (1985)
- Leminorella (1985)
- Pragia (1988)
- Jinshanibacter (2021)

#### Familia Enterobacteriaceae
- Biostraticola (2008)
- Buttiauxella (1982)
- Cedecea (1981)
- Citrobacter (1932)
- Enterobacillus (2015)
- Enterobacter (1960)
- Escherichia (1919)
- Franconibacter (2014)
- Gibbsiella (2011)
- Izhakiella (2016)
- Klebsiella (1885)
- Kluyvera (1981)
- Kosakonia (2013)
- Leclercia (1987)
- Lelliottia (2013)
- Limnobaculum (2018)
- Mangrovibacter (2010)
- Metakosakonia (2017)
- Phytobacter (2017)
- Pluralibacter (2013)
- Pseudescherichia (2017)
- Pseudocitrobacter (2014)
- Raoultella (2001)
- Rosenbergiella (2013)
- Saccharobacter (1990)
- Salmonella (1990)
- Scandinavium (2019)
- Shigella (1919)
- Shimwellia (2010)
- Siccibacter (2014)
- Trabulsiella (1992)
- Yokenella (1985)
- Intestinirhabdus (2020)

#### Familia Erwiniaceae
- Buchnera (1991)
- Erwinia (1920)
- Kalamiella (2019)
- Mixta (2018)
- Pantoea (1989)
- Phaseolibacter (2013)
- Tatumella (1982)
- Wigglesworthia (1995)

#### Familia Hafniaceae
- Edwardsiella (1965)
- Hafnia (1954)
- Obesumbacterium (1963)

#### Familia Morganellaceae
- Arsenophonus (1991)
- Cosenzaea (2011)
- Moellerella (1984)
- Morganella (1943)
- Photorhabdus (1993)
- Proteus (1885)
- Providencia (1962)
- Xenorhabdus (1979)

#### Familia Pectobacteriaceae
- Brenneria (1999)
- Dickeya (2005)
- Lonsdalea (2012)
- Pectobacterium (1945)
- Sodalis (1999)
- Biostraticola (2008)
- Acerhabitans (2021)

#### Familia Yersiniaceae
- Chania (2016)
- Chimaeribacter (2020)
- Ewingella (1984)
- Rahnella (1981)
- Rouxiella (2015)
- Samsonia (2001)
- Serratia (1823)
- Yersinia (1944)

#### Incertae sedis
- Plesiomonas (1962)

### GénerosCandidatus
Los siguientes géneros tienen el estatus de Candidatus:

#### Familia Enterobacteriaceae
- Candidatus Blochmaniella

### Géneros propuestos, pero sin posición en la nomenclatura
Géneros aún no publicados de forma válida:

#### Familia Enterobacteriaceae
- Atlantibacter (2016)
- Averyella (2005)
- Edaphovirga (2019)
- Nissabacter (2017)
- Superficieibacter (2018)